# Drehmatrix
Eine Drehmatrix oder Rotationsmatrix ist eine reelle, orthogonale Matrix mit Determinante +1. Ihre Multiplikation mit einem Vektor lässt sich interpretieren als (sogenannte aktive) Drehung des Vektors im euklidischen Raum oder als passive Drehung des Koordinatensystems, dann mit umgekehrtem Drehsinn. Bei der passiven Drehung ändert sich der Vektor nicht, er hat bloß je eine Darstellung (Koordinatenwerte) im alten und im neuen Koordinatensystem. Dabei handelt es sich stets um Drehungen um den Ursprung, da die Multiplikation einer Matrix mit dem Nullvektor diesen auf sich selbst abbildet.
In ungeraden Dimensionen werden durch eine Drehung weitere Vektoren auf sich selbst abgebildet, {\displaystyle Rp=p}. Im dreidimensionalen Raum handelt es sich also um eine Gerade, die Drehachse. Eine Drehmatrix enthält trigonometrische Ausdrücke des Drehwinkels und der Orientierung des invarianten Unterraumes. In geraden Dimensionen muss die Drehmatrix keinen reellen Eigenwert haben.

## Drehmatrix der Ebene ℝ²
In der euklidischen Ebene {\displaystyle \mathbb {R} ^{2}} wird die Drehung eines Vektors {\displaystyle p} (aktive Drehung, Überführung in den Vektor {\displaystyle p'}) um einen festen Ursprung um den Winkel {\displaystyle \alpha } mathematisch positiv (gegen den Uhrzeigersinn) durch die Multiplikation mit der Drehmatrix {\displaystyle R_{\alpha }} erreicht:
{\displaystyle p'=R_{\alpha }p\qquad (1)}
Jede Rotation um den Ursprung ist eine lineare Abbildung. Wie bei jeder linearen Abbildung genügt daher zur Festlegung der Gesamtabbildung die Festlegung der Bilder der Elemente einer beliebigen Basis. Wird die Standardbasis gewählt, sind die Bilder der Basisvektoren gerade die Spalten der dazugehörigen Abbildungsmatrix.
Hier wirkt {\displaystyle R_{\alpha }} auf die beiden Basisvektoren wie folgt:
{\displaystyle {\begin{pmatrix}1\\0\end{pmatrix}}\mapsto {\begin{pmatrix}\cos \alpha \\\sin \alpha \end{pmatrix}}\qquad {\text{und}}\qquad {\begin{pmatrix}0\\1\end{pmatrix}}\mapsto {\begin{pmatrix}-\sin \alpha \\\cos \alpha \end{pmatrix}}.}
Für die Drehmatrix einer Drehung um {\displaystyle \alpha } ergibt sich damit
{\displaystyle R_{\alpha }={\begin{pmatrix}\cos \alpha &-\sin \alpha \\\sin \alpha &\cos \alpha \end{pmatrix}}.}
Ein Punkt {\displaystyle P=(x,y)} geht in den Punkt {\displaystyle P'=(x',y')} über, dessen (als Spaltenvektor geschriebenen) Ortsvektor {\displaystyle p'={\begin{pmatrix}x'\\y'\end{pmatrix}}} man aus {\displaystyle p={\begin{pmatrix}x\\y\end{pmatrix}}} durch Anwenden der obigen Formel {\displaystyle (1)} erhält:
{\displaystyle p'=R_{\alpha }\cdot p}
{\displaystyle {\begin{pmatrix}x'\\y'\end{pmatrix}}={\begin{pmatrix}\cos \alpha &-\sin \alpha \\\sin \alpha &\cos \alpha \end{pmatrix}}\cdot {\begin{pmatrix}x\\y\end{pmatrix}}}
Diese Matrixmultiplikation ergibt:
{\displaystyle x'=x\cdot \cos \alpha -y\cdot \sin \alpha }
{\displaystyle y'=x\cdot \sin \alpha +y\cdot \cos \alpha }
Bei der passiven Drehung wird das Koordinatensystem mathematisch positiv gedreht. Der Vektor {\displaystyle p} erscheint im gedrehten Koordinatensystem als im Uhrzeigersinn zurückgedrehter Vektor {\displaystyle {\hat {p}}}. Seine Koordinaten im gedrehten Koordinatensystem findet man durch Multiplikation mit der Matrix {\displaystyle R_{\alpha }^{-1}}:
{\displaystyle {\hat {p}}=R_{\alpha }^{-1}p}
Die Drehmatrix für die passive Drehung ist:
{\displaystyle R_{\alpha }^{-1}={\begin{pmatrix}\cos \alpha &\sin \alpha \\-\sin \alpha &\cos \alpha \end{pmatrix}}=R_{-\alpha }}
Die Verkettung zweier positiver Drehungen um die Winkel {\displaystyle \alpha } bzw. {\displaystyle \beta } ist erneut eine Drehung, und zwar um den Winkel {\displaystyle \alpha +\beta } (siehe auch Kreisgruppe).
Die zur Verkettung gehörende Matrix kann mittels Multiplikation aus den beiden einzelnen Drehmatrizen berechnet werden:
{\displaystyle {\begin{aligned}R_{\alpha +\beta }=&R_{\alpha }R_{\beta }\\{\begin{pmatrix}\cos(\alpha +\beta )&-\sin(\alpha +\beta )\\\sin(\alpha +\beta )&\cos(\alpha +\beta )\end{pmatrix}}=&{\begin{pmatrix}\cos \alpha &-\sin \alpha \\\sin \alpha &\cos \alpha \end{pmatrix}}{\begin{pmatrix}\cos \beta &-\sin \beta \\\sin \beta &\cos \beta \end{pmatrix}}\\=&{\begin{pmatrix}\cos \alpha \cos \beta -\sin \alpha \sin \beta &-\cos \alpha \sin \beta -\sin \alpha \cos \beta \\\cos \alpha \sin \beta +\sin \alpha \cos \beta &\cos \alpha \cos \beta -\sin \alpha \sin \beta \end{pmatrix}}\end{aligned}}}

## Drehmatrizen des Raumes ℝ³
Die elementaren Drehungen im {\displaystyle \mathbb {R} ^{3}} sind Drehungen um die üblichen kartesischen Koordinatenachsen. Die folgenden Matrizen drehen einen Punkt (bzw. Vektor) um den Winkel {\displaystyle \alpha } bei festen Koordinatenachsen. In der Physik werden häufig Drehungen des Koordinatensystems benutzt, dann müssen bei den untenstehenden Matrizen die Vorzeichen aller Sinus-Einträge geändert werden. Die Drehung eines Vektors um einen bestimmten Winkel in einem Koordinatensystem führt auf dieselben Spaltenvektoren wie die Drehung des Koordinatensystems um den gleichen Winkel in umgekehrter Richtung (Drehung um negativen Winkel).
Die Matrizen gelten sowohl für Rechts- als auch für Linkssysteme. Drehungen mit positiven Drehwinkeln sind im Rechtssystem Drehungen entgegen dem Uhrzeigersinn. Im Linkssystem wird bei positiven Winkeln mit dem Uhrzeigersinn gedreht. Der Drehsinn ergibt sich, wenn man entgegen der positiven Drehachse auf den Ursprung schaut. In Rechtssystemen kann auch eine Rechte-Hand-Regel angewandt werden: Zeigt der Daumen der rechten Hand in Richtung der Drehachse, so geben die gebeugten restlichen Finger die Richtung des Drehwinkels an. Im Ergebnis ist das Vorzeichen der Sinus-Einträge der Drehung um die {\displaystyle y}-Achse anders als bei den beiden anderen Matrizen.
- Drehung um die {\displaystyle x}-Achse:

{\displaystyle R_{x}(\alpha )={\begin{pmatrix}1&0&0\\0&\cos \alpha &\sin \alpha \\0&-\sin \alpha &\cos \alpha \end{pmatrix}}}
- Drehung um die {\displaystyle y}-Achse:

{\displaystyle R_{y}(\beta )={\begin{pmatrix}\cos \beta &0&-\sin \beta \\0&1&0\\\sin \beta &0&\cos \beta \end{pmatrix}}}
- Drehung um die {\displaystyle z}-Achse:

{\displaystyle R_{z}(\gamma )={\begin{pmatrix}\cos \gamma &\sin \gamma &0\\-\sin \gamma &\cos \gamma &0\\0&0&1\end{pmatrix}}}
- Drehung um eine Ursprungsgerade, deren Richtung und Orientierung durch den beliebigen Einheitsvektor {\displaystyle {\hat {n}}=(n_{1},n_{2},n_{3})^{\mathsf {T}}} gegeben ist:

{\displaystyle R_{\hat {n}}(\alpha )={\begin{pmatrix}n_{1}^{2}\left(1-\cos \alpha \right)+\cos \alpha &n_{1}n_{2}\left(1-\cos \alpha \right)-n_{3}\sin \alpha &n_{1}n_{3}\left(1-\cos \alpha \right)+n_{2}\sin \alpha \\n_{2}n_{1}\left(1-\cos \alpha \right)+n_{3}\sin \alpha &n_{2}^{2}\left(1-\cos \alpha \right)+\cos \alpha &n_{2}n_{3}\left(1-\cos \alpha \right)-n_{1}\sin \alpha \\n_{3}n_{1}\left(1-\cos \alpha \right)-n_{2}\sin \alpha &n_{3}n_{2}\left(1-\cos \alpha \right)+n_{1}\sin \alpha &n_{3}^{2}\left(1-\cos \alpha \right)+\cos \alpha \end{pmatrix}}}
Diese beliebige Drehung lässt sich auch über drei aufeinanderfolgende Drehungen mit den eulerschen Winkeln um bestimmte Koordinatenachsen erzielen, sodass sich diese Matrix auch mit diesen Winkeln formulieren lässt.
Eine Drehung um eine beliebige Achse {\displaystyle {\hat {n}}} (mit {\displaystyle {\hat {n}}\cdot {\hat {n}}=1}) um den Winkel {\displaystyle \alpha } lässt sich im {\displaystyle \mathbb {R} ^{3}} schreiben als:
{\displaystyle R_{\hat {n}}(\alpha ){\vec {x}}={\hat {n}}({\hat {n}}\cdot {\vec {x}})+\cos \left(\alpha \right)({\hat {n}}\times {\vec {x}})\times {\hat {n}}+\sin \left(\alpha \right)({\hat {n}}\times {\vec {x}})}
Dies lässt sich mit der Graßmann-Identität für doppelte Kreuzprodukte und dem dyadischen Produkt {\displaystyle \otimes } umformen zu:
{\displaystyle {\begin{aligned}R_{\hat {n}}(\alpha ){\vec {x}}&=(1-\cos \alpha ){\hat {n}}({\hat {n}}\cdot {\vec {x}})+\cos \alpha \,{\vec {x}}+\sin \alpha ({\hat {n}}\times {\vec {x}})\\&={\Bigl \{}(1-\cos \alpha ){\hat {n}}\otimes {\hat {n}}+I\,\cos \alpha +\sin \alpha \sum _{i}({\hat {n}}\times {\hat {e}}_{i})\otimes {\hat {e}}_{i}{\Bigr \}}{\vec {x}}\\&={\Bigl \{}(1-\cos \alpha ){\hat {n}}\otimes {\hat {n}}+I\,\cos \alpha +[{\hat {n}}]_{\times }\,\sin \alpha {\Bigr \}}{\vec {x}}\end{aligned}}}
Dabei ist {\displaystyle I} die Einheitsmatrix und {\displaystyle {\hat {e}}_{i}} sind die kanonischen Einheitsvektoren. {\displaystyle [{\hat {n}}]_{\times }} ist die Kreuzproduktmatrix von {\displaystyle {\hat {n}}}.
Der Term in geschweiften Klammern stellt die Drehmatrix im {\displaystyle \mathbb {R} ^{3}} dar. In Komponentendarstellung schreibt sich diese so:
{\displaystyle [R_{\hat {n}}(\alpha )]_{ij}=(1-\cos \alpha )n_{i}n_{j}+\cos \alpha \,\delta _{ij}+\sin \alpha \,\varepsilon _{ikj}n_{k}}
Dabei sind {\displaystyle \delta _{ij}} das Kronecker-Delta und {\displaystyle \varepsilon _{ikj}} das Levi-Civita-Symbol.
Eine Drehmatrix {\displaystyle R\neq I} im {\displaystyle \mathbb {R} ^{3}} hat den Eigenwert 1, dieser ist nicht entartet, und der zugehörige Eigenraum bildet die Drehachse.

### Parametrisierung
Für Drehmatrizen im dreidimensionalen Raum sind mehrere Parametrisierungen bekannt:
- Euler-, Kardan- und Tait-Bryan-Winkel werden in der Kreiseltheorie, Luftfahrt, Schifffahrt und im Automobilbau verwendet.
- Die Euler-Rodrigues-Formel basiert auf den Quaternionen und wird in der Robotik und Computergrafik angewendet.
- Rotationsvektoren {\displaystyle {\vec {\alpha }}} sind in vielfältiger Weise definierbar, siehe die folgende Auflistung.

{\displaystyle {\begin{array}{lcl}{\vec {\alpha }}=\alpha {\hat {n}}&\rightarrow &R=I+{\frac {\sin(\alpha )}{\alpha }}[{\vec {\alpha }}]_{\times }+{\frac {1-\cos(\alpha )}{\alpha ^{2}}}[{\vec {\alpha }}]_{\times }^{2}=\exp([{\vec {\alpha }}]_{\times })\\{\vec {\alpha }}=\tan \left({\dfrac {\alpha }{2}}\right)\;{\hat {n}}&\rightarrow &R=I+{\dfrac {2}{1+{\vec {\alpha }}\cdot {\vec {\alpha }}}}([{\vec {\alpha }}]_{\times }+[{\vec {\alpha }}]_{\times }^{2})\\[2ex]{\vec {\alpha }}=\sin(\alpha )\;{\hat {n}}&\rightarrow &R=I+[{\vec {\alpha }}]_{\times }+{\dfrac {1}{1+\cos(\alpha )}}[{\vec {\alpha }}]_{\times }^{2}\\[2ex]{\vec {\alpha }}=\sin \left({\dfrac {\alpha }{2}}\right)\;{\hat {n}}&\rightarrow &R=I+2\cos \left({\dfrac {\alpha }{2}}\right)[{\vec {\alpha }}]_{\times }+2[{\vec {\alpha }}]_{\times }^{2}\end{array}}}
Darin ist {\displaystyle \alpha } der Drehwinkel, {\displaystyle {\hat {n}}} der Einheitsvektor in Richtung der Drehachse und {\displaystyle [{\vec {\alpha }}]_{\times }} ist die Kreuzproduktmatrix des Rotationsvektors. Die Auflistung gibt vier Darstellungen derselben Drehmatrix, die mit Winkel {\displaystyle \alpha } um die Drehachse {\displaystyle {\hat {n}}} dreht.

## Drehmatrizen des Raumes ℝⁿ
Im {\displaystyle n}-dimensionalen Raum wird eine Drehung nicht durch eine Drehachse, sondern durch die Ebene definiert, die bei der Drehung auf sich selbst abgebildet wird. Das gilt auch in zwei Dimensionen, wo die Dreh-„Achse“ nur ein Punkt ist. Seien im {\displaystyle \mathbb {R} ^{n}} die Vektoren {\displaystyle {\hat {g}}_{1}} und {\displaystyle {\hat {g}}_{2}} zwei zueinander orthogonale Einheitsvektoren (also {\displaystyle {\hat {g}}_{1}\cdot {\hat {g}}_{2}=0} und {\displaystyle \left|{\hat {g}}_{1}\right|=\left|{\hat {g}}_{2}\right|=1}), die demnach eine Ebene aufspannen. Seien {\displaystyle V={\hat {g}}_{1}\otimes {\hat {g}}_{1}+{\hat {g}}_{2}\otimes {\hat {g}}_{2}}, {\displaystyle W={\hat {g}}_{1}\otimes {\hat {g}}_{2}-{\hat {g}}_{2}\otimes {\hat {g}}_{1}}, und {\displaystyle I_{n}} die Einheitsmatrix. Dann vermittelt die Matrix
{\displaystyle R=\exp(\alpha W)=I_{n}+\left(\cos(\alpha )-1\right)V+\sin(\alpha )W}
eine Drehung um den Winkel {\displaystyle \alpha } in der {\displaystyle {\hat {g}}_{1}{\text{-}}{\hat {g}}_{2}{\text{-Ebene}}} im {\displaystyle \mathbb {R} ^{n}}. Dabei wurde
{\displaystyle \exp \left(\alpha W\right):=\sum _{k=0}^{\infty }{\frac {\alpha ^{k}}{k\mathrm {!} }}{W}^{k}}
und {\displaystyle W^{0}:=I_{n}} definiert. Die Darstellung {\displaystyle \exp(\alpha W)=I_{n}+\left(\cos(\alpha )-1\right)V+\sin(\alpha )W} ergibt sich aus den Identitäten
{\displaystyle {\begin{aligned}{W}^{2}=&WW=-V\,,\quad WV=VW=W\,,\quad V^{2}=V\\\rightarrow W^{2n}=&(-1)^{n}V\quad {\text{und}}\quad {W}^{2n+1}=(-1)^{n}W\end{aligned}}}
sowie
{\displaystyle \cos(\alpha )=1+\sum _{k=1}^{\infty }{\frac {{(-1)}^{k}}{\left(2k\right)\mathrm {!} }}\alpha ^{2k}\quad {\text{und}}\quad \sin(\alpha )=\sum _{k=0}^{\infty }{\frac {(-1)^{k}}{(2k+1)\mathrm {!} }}\alpha ^{2k+1}.}

### Eigensystem der Drehmatrizen
Von {\displaystyle R} wird jeder auf {\displaystyle {\hat {g}}_{1}} und {\displaystyle {\hat {g}}_{2}} senkrecht stehende Vektor {\displaystyle {\vec {n}}} (mit {\displaystyle {\vec {n}}\cdot {\hat {g}}_{1}={\vec {n}}\cdot {\hat {g}}_{2}=0}) auf sich selbst abgebildet. Also sind diese Vektoren {\displaystyle {\vec {n}}} Eigenvektoren von {\displaystyle R} mit Eigenwert 1. Zwei Eigenwerte von {\displaystyle R} sind {\displaystyle \lambda _{1,2}=e^{\pm \mathrm {i} \alpha }} mit den Eigenvektoren {\displaystyle {\hat {v}}_{1,2}={\tfrac {\sqrt {2}}{2}}\left({\hat {g}}_{1}\pm \mathrm {i} {\hat {g}}_{2}\right)}, worin {\displaystyle \mathrm {i} ^{2}=-1} die imaginäre Einheit ist. Aus diesen komplexen Eigenwerten und Eigenvektoren kann man also den Drehwinkel und die Drehebene rekonstruieren. Des Weiteren gilt bei Drehung in einer Ebene:
{\displaystyle {\begin{aligned}\operatorname {Sp} R=&n+2\cos(\alpha )-2\rightarrow \alpha =\arccos \left({\frac {\operatorname {Sp} (R)+2-n}{2}}\right)\\R-{R}^{\mathsf {T}}=&2\sin(\alpha )W\rightarrow {\hat {g}}_{1}\otimes {\hat {g}}_{2}-{\hat {g}}_{2}\otimes {\hat {g}}_{1}=W={\frac {R-{R}^{\mathsf {T}}}{2\sin(\alpha )}}\end{aligned}}}
Allerdings kann eine Drehung im {\displaystyle n}-dimensionalen Raum gleichzeitig in {\displaystyle {\tfrac {n}{2}}} (falls {\displaystyle n} gerade) oder {\displaystyle {\tfrac {n-1}{2}}} (falls {\displaystyle n} ungerade) Ebenen auch mit mehreren unterschiedlichen Winkeln stattfinden. Dadurch kann es in geraden Dimensionen dazu kommen, dass eine allgemeine Drehmatrix nicht den Eigenwert 1 hat.

## Allgemeine Definition
Eine {\displaystyle n\times n}-Matrix {\displaystyle R} mit reellen Komponenten heißt Drehmatrix, wenn sie
a) die Länge von Vektoren und die Winkel zwischen Vektoren erhält (ausgedrückt durch das Skalarprodukt), wenn also für alle Vektoren {\displaystyle x} und {\displaystyle y} des {\displaystyle \mathbb {R} ^{n}} gilt:
{\displaystyle \langle Rx,Ry\rangle =\langle x,y\rangle }
und
b) orientierungserhaltend ist, wenn also {\displaystyle \det \,R=1} gilt.
Drehmatrizen sind orthogonale Matrizen mit der Determinante +1.

## Eigenschaften
Weitere Eigenschaften von Rotationsmatrizen {\displaystyle R\in \mathbb {R} ^{n\times n}}:
- Quadratische Matrix mit reellen Komponenten

- {\displaystyle R^{\mathsf {T}}R=R\ R^{\mathsf {T}}={I_{n}}} (orthogonal), folgt aus dem ersten Teil der Definition:

{\displaystyle \left\langle Rx,Ry\right\rangle \equiv \left\langle x,R^{\mathsf {T}}Ry\right\rangle =\left\langle x,y\right\rangle \quad \Rightarrow \quad R^{\mathsf {T}}R=I}
- {\displaystyle R^{\mathsf {T}}=R^{-1}} (Transponierte und Inverse von R sind gleich), folgt aus der Orthogonalität.

- {\displaystyle \det(R)=1} (Determinante), entspricht dem zweiten Teil der Definition.

- Die Ausrichtung des Koordinatensystems (Rechts- oder Linkssystem) wird beibehalten, da {\displaystyle \det(R)=1>0} positive Orientierung.

- Die Kombination einer Drehung {\displaystyle R_{1}} mit anschließender Drehung {\displaystyle R_{2}} erfolgt mit der Matrix {\displaystyle R_{2}R_{1}}. Weil die Matrizenmultiplikation nicht kommutativ ist, führt die umgekehrte Reihenfolge {\displaystyle R_{1}R_{2}} im Allgemeinen zu einem anderen Ergebnis. Nur bei infinitesimal kleinen Drehungen ist die Reihenfolge vertauschbar, siehe #Kommutativität infinitesimaler Drehungen.

- Die Menge aller Drehmatrizen eines Raumes bildet die Drehgruppe, nämlich die spezielle orthogonale Gruppe:

{\displaystyle \mathrm {SO} (n)=\left\{{\text{lineare Abbildung }}R\colon \,\mathbb {R} ^{n}\to \mathbb {R} ^{n}\ |\ R^{\mathsf {T}}R=I_{n}\,,\ \det \,R=1\right\}}
- Zusätzlich zur algebraischen Struktur einer Gruppe besitzt die Menge aller Drehmatrizen auch eine topologische Struktur: Die Operationen Multiplikation und Inversion von Drehmatrizen sind stetig differenzierbare Funktionen ihrer Parameter, der Drehwinkel. Die {\displaystyle \mathrm {SO} (n)} bildet eine differenzierbare Mannigfaltigkeit und ist somit eine Lie-Gruppe. Diese hat die Dimension {\displaystyle n(n-1)/2}.

- Mit der Lie-Gruppe {\displaystyle \mathrm {SO} (n)} ist eine Lie-Algebra {\displaystyle {\mathfrak {so}}(n)} verknüpft, ein Vektorraum mit einem bilinearen alternierenden Produkt (Lie-Klammer), wobei der Vektorraum bezüglich der Lie-Klammer abgeschlossen ist. Dieser Vektorraum ist isomorph zum Tangentialraum am neutralen Element der {\displaystyle \mathrm {SO} (n)} (neutrales Element ist die Einheitsmatrix), sodass insbesondere {\displaystyle \dim {\mathfrak {so}}(n)=\dim \mathrm {SO} (n)} gilt. Die Lie-Algebra besteht aus allen schiefsymmetrischen {\displaystyle n\times n}-Matrizen und ihre Basis sind die sog. Erzeugenden. Die Exponentialabbildung verknüpft die Lie-Algebra mit der Lie-Gruppe:

{\displaystyle \exp \colon \ {\mathfrak {so}}(n)\to \mathrm {SO} (n),\ J\mapsto \sum _{k=0}^{\infty }{\frac {1}{k!}}J^{k}}
Speziell bei Drehungen in einer Ebene gilt für Rotationsmatrizen {\displaystyle R\in \mathbb {R} ^{n\times n}}:
- {\displaystyle R^{-1}(\alpha )=R({-\alpha })=R(2\pi -\alpha )}

- Zwei Vektoren spannen die Drehebene auf und {\displaystyle n-2} Vektoren werden von {\displaystyle R} auf sich abgebildet. In drei Dimensionen wird ein Vektor auf sich abgebildet, der dann die Drehachse erzeugt.

- Die zur Drehebene senkrechten Vektoren {\displaystyle {\vec {v}}} sind Lösung von

{\displaystyle (R-I){\vec {v}}={\vec {0}}.}
Da {\displaystyle (R-I)} für ungerade Dimensionen nicht regulär ist, ist die Berechnung dieser Vektoren über eine Eigenwertzerlegung durchzuführen. Die Vektoren {\displaystyle {\vec {v}}} sind Eigenvektor von {\displaystyle R} mit Eigenwert 1. In geraden Dimensionen muss kein Eigenvektor zum Eigenwert 1 existieren, was im Fall {\displaystyle n=2} anschaulich klar ist.
- Der Drehwinkel {\displaystyle \alpha } ergibt sich über das Skalarprodukt:

{\displaystyle \quad \left\langle {\vec {w}},R{\vec {w}}\right\rangle =\left\|{\vec {w}}\right\|\left\|R{\vec {w}}\right\|\cos \alpha }
mit {\displaystyle {\vec {w}}} in der Drehebene, in drei Dimensionen also orthogonal zur Drehachse, oder aus der Spur der Drehmatrix
{\displaystyle \operatorname {Spur} (R)=n-2+2\cos \alpha }
(siehe auch Formel für die Matrix einer Drehung um eine allgemeine Achse oben).

## Infinitesimale Drehungen
Betrachtet man Drehungen um infinitesimal kleine Winkel {\displaystyle \mathrm {d} \alpha }, so ist es ausreichend, die Winkelfunktionen der endlichen Drehung bis zur ersten Ordnung zu entwickeln ({\displaystyle \sin x=x} bzw. {\displaystyle \cos x=1}). Damit lassen sich nun infinitesimale Drehungen darstellen als
{\displaystyle R(\mathrm {d} \alpha )=I+\mathrm {d} \alpha \,J,}
wobei {\displaystyle I} die Einheitsmatrix und {\displaystyle J} die Erzeugende einer infinitesimalen Drehung darstellt. Die Erzeugenden sind die Ableitungen der Rotationsmatrix an der Stelle der Identität und bilden die Basis der Lie-Algebra {\displaystyle {\mathfrak {so}}(n)} (Beispiel siehe unten).
{\displaystyle J=\left.{\frac {\mathrm {d} R(\alpha )}{\mathrm {d} \alpha }}\right|_{\alpha =0}}
Eine endliche Drehung lässt sich durch Hintereinanderausführung infinitesimaler Drehungen erzeugen:
{\displaystyle R(\alpha )=\lim _{N\to \infty }\left[R\left({\frac {\alpha }{N}}\right)\right]^{N}=\lim _{N\to \infty }\left[I+{\frac {\alpha }{N}}\,J\right]^{N}=\exp \left(\alpha J\right)\equiv \sum _{n=0}^{\infty }{\frac {\left(\alpha J\right)^{n}}{n!}}}
Dabei wurde die Exponentialfunktion identifiziert. Die Exponentialfunktion von Matrizen ist über die Reihendarstellung definiert, wie im letzten Schritt gezeigt. Es lässt sich zeigen, dass Erzeugende spurfrei sein müssen:
{\displaystyle 1=\det R(\alpha )=\exp(\alpha \ \operatorname {Sp} \,J)\quad \implies \quad \operatorname {Sp} \,J=0}
und schiefsymmetrisch sind:
{\displaystyle I=R(\alpha )R^{\mathsf {T}}(\alpha )=R^{\mathsf {T}}(\alpha )R(\alpha )=e^{\alpha J}e^{\alpha J^{\mathsf {T}}}=e^{\alpha J^{\mathsf {T}}}e^{\alpha J}=e^{\alpha (J+J^{\mathsf {T}})}\quad \implies \quad J+J^{\mathsf {T}}=0.}
Mit dem Konzept der Erzeugenden lässt sich die lokale Gruppenstruktur der {\displaystyle \mathrm {SO} (n)} in der Umgebung der identischen Abbildung ausdrücken, und zwar durch die infinitesimalen Drehungen. Wegen des Zusammenhangs über die Exponentialfunktion wird aus einer Multiplikation von Drehmatrizen eine Addition ihrer Erzeugenden. Die Erzeugenden bilden einen Vektorraum derselben Dimension {\displaystyle G=n(n-1)/2} wie die Drehgruppe {\displaystyle \mathrm {SO} (n)}; somit gibt es {\displaystyle G} linear unabhängige Erzeugende der Gruppe {\displaystyle \mathrm {SO} (n)}.
Die Erzeugenden {\displaystyle J_{i}} bilden mit dem Lie-Produkt (Kommutator) die sog. Lie-Algebra {\displaystyle {\mathfrak {so}}(n)}. Eine Algebra besitzt zwei Gruppenstrukturen, die kommutative Addition und eine Multiplikation (Lie-Produkt). Der Kommutator zweier Erzeugenden liegt wieder in der Menge der Erzeugenden (Abgeschlossenheit):
{\displaystyle [J_{i},J_{k}]=\sum _{l}c_{ik}^{l}J_{l}}
Die Koeffizienten {\displaystyle c_{ik}^{l}=-c_{ki}^{l}} sind charakteristische Konstanten der Gruppe. Für alle doppelten Kommutatoren gilt die Jacobi-Identität:
{\displaystyle \left[[J_{i},J_{k}],J_{l}\right]+\left[[J_{k},J_{l}],J_{i}\right]+\left[[J_{l},J_{i}],J_{k}\right]=0}
In der theoretischen Physik spielen Lie-Gruppen eine wichtige Rolle, z. B. in der Quantenmechanik (siehe Drehimpulsoperator) oder der Elementarteilchenphysik.

### Ebene ℝ²
Für Drehungen im {\displaystyle \mathbb {R} ^{2}} lauten die infinitesimale Drehung und ihre Erzeugende:
{\displaystyle R(\mathrm {d} \alpha )={\begin{pmatrix}1&-\mathrm {d} \alpha \\\mathrm {d} \alpha &1\end{pmatrix}}\,,\quad J={\begin{pmatrix}0&-1\\1&0\end{pmatrix}}}
Für die {\displaystyle \mathrm {SO} (2)} gibt es nur eine linear unabhängige Erzeugende.
Eine endliche Drehung lässt sich über die Exponentialfunktion des Drehwinkels und der Erzeugenden darstellen. Dies wird hier auf eine weitere Art gezeigt: Die Drehmatrix wird in einen symmetrischen und antisymmetrischen Anteil zerlegt und die trigonometrischen Funktionen werden durch ihre Taylorreihe dargestellt.
{\displaystyle R(\alpha )=I\,\cos \alpha +J\,\sin \alpha =I\,\sum _{n=0}^{\infty }(-1)^{n}{\frac {\alpha ^{2n}}{(2n)!}}+J\,\sum _{n=0}^{\infty }(-1)^{n}{\frac {\alpha ^{2n+1}}{(2n+1)!}}}
Mit {\displaystyle J^{2}=-I} bzw. {\displaystyle J^{2n}=(-I)^{n}} folgt das von oben bekannte Ergebnis:
{\displaystyle R(\alpha )=\sum _{n=0}^{\infty }J^{2n}{\frac {\alpha ^{2n}}{(2n)!}}+\sum _{n=0}^{\infty }J^{2n+1}{\frac {\alpha ^{2n+1}}{(2n+1)!}}=\exp(\alpha J)}

### Raum ℝ³
Für Drehungen im {\displaystyle \mathbb {R} ^{3}} um die kartesischen Koordinatenachsen lauten die infinitesimalen Drehungen und ihre Erzeugenden:
{\displaystyle {\begin{aligned}R_{x}(\mathrm {d} \alpha )&={\begin{pmatrix}1&0&0\\0&1&-\mathrm {d} \alpha \\0&\mathrm {d} \alpha &1\end{pmatrix}}\,,\quad &J_{x}&={\begin{pmatrix}0&0&0\\0&0&-1\\0&1&0\end{pmatrix}}\\R_{y}(\mathrm {d} \alpha )&={\begin{pmatrix}1&0&\mathrm {d} \alpha \\0&1&0\\-\mathrm {d} \alpha &0&1\end{pmatrix}}\,,\quad &J_{y}&={\begin{pmatrix}0&0&1\\0&0&0\\-1&0&0\end{pmatrix}}\\R_{z}(\mathrm {d} \alpha )&={\begin{pmatrix}1&-\mathrm {d} \alpha &0\\\mathrm {d} \alpha &1&0\\0&0&1\end{pmatrix}}\,,\quad &J_{z}&={\begin{pmatrix}0&-1&0\\1&0&0\\0&0&0\end{pmatrix}}\end{aligned}}}
Für die {\displaystyle \mathrm {SO} (3)} gibt es drei linear unabhängige Erzeugende. Anders als endliche Drehungen vertauschen infinitesimale Drehungen miteinander (der Kommutator verschwindet in erster Ordnung in {\displaystyle \mathrm {d} \alpha }).
Eine infinitesimale Drehung und ihre Erzeugende um eine beliebige Achse {\displaystyle {\hat {n}}} (mit {\displaystyle {\hat {n}}\cdot {\hat {n}}=1}) lässt sich auch schreiben als:
{\displaystyle R_{\hat {n}}(\mathrm {d} \alpha )=I+\mathrm {d} \alpha \sum _{i}({\hat {n}}\times {\hat {e}}_{i})\otimes {\hat {e}}_{i}={\begin{pmatrix}1&-\mathrm {d} \alpha \,n_{z}&\mathrm {d} \alpha \,n_{y}\\\mathrm {d} \alpha \,n_{z}&1&-\mathrm {d} \alpha \,n_{x}\\-\mathrm {d} \alpha \,n_{y}&\mathrm {d} \alpha \,n_{x}&1\end{pmatrix}}}
{\displaystyle J_{\hat {n}}=\sum _{i}\left({\hat {n}}\times {\hat {e}}_{i}\right)\otimes {\hat {e}}_{i}={\begin{pmatrix}0&-n_{z}&n_{y}\\n_{z}&0&-n_{x}\\-n_{y}&n_{x}&0\end{pmatrix}}}
Hieran sieht man, dass eine beliebige Erzeugende stets eine schiefsymmetrische Matrix ist.
Eine endliche Drehung um eine beliebige Achse {\displaystyle {\hat {n}}} (mit {\displaystyle {\hat {n}}\cdot {\hat {n}}=1}) um den Winkel {\displaystyle \alpha } lässt sich so darstellen:
{\displaystyle R_{\hat {n}}(\alpha )=\exp {\Big (}\alpha \,J_{\hat {n}}{\Big )}=\exp {\Big (}\alpha \,{\hat {n}}\cdot {\vec {J}}\,{\Big )}=\exp {\Big (}\alpha (n_{x}J_{x}+n_{y}J_{y}+n_{z}J_{z}){\Big )}}
Die Erzeugenden {\displaystyle J_{x}}, {\displaystyle J_{y}}, {\displaystyle J_{z}} bilden die sog. Lie-Algebra {\displaystyle {\mathfrak {so}}(3)}, d. h., der Kommutator (Lie-Produkt) zweier Erzeugenden liegt wieder in der Menge der Erzeugenden:
{\displaystyle [J_{x},J_{y}]=J_{z}\,,\quad [J_{x},J_{z}]=-J_{y}}
und ebenso für alle zyklischen Permutationen der Indizes.

### Kommutativität infinitesimaler Drehungen
Zwei infinitesimale Drehungen sind in ihrer Reihenfolge vertauschbar, was bei großen Drehungen im Allgemeinen nicht der Fall ist, siehe #Eigenschaften. Ersichtlich ist das am Produkt zweier infinitesimaler Drehungen {\displaystyle R_{n}=I+\mathrm {d} \alpha J_{n}} und {\displaystyle R_{m}=I+\mathrm {d} \beta J_{m}}
{\displaystyle {\begin{aligned}R_{n}R_{m}=&(I+\mathrm {d} \alpha J_{n})(I+\mathrm {d} \beta J_{m})\\=&I+\mathrm {d} \alpha J_{n}+\mathrm {d} \beta J_{m}+\mathrm {d} \alpha \mathrm {d} \beta J_{n}J_{m}\\\approx &I+\mathrm {d} \alpha J_{n}+\mathrm {d} \beta J_{m}\approx I+\mathrm {d} \alpha J_{n}+\mathrm {d} \beta J_{m}+\mathrm {d} \alpha \mathrm {d} \beta J_{m}J_{n}\\=&(I+\mathrm {d} \beta J_{m})(I+\mathrm {d} \alpha J_{n})=R_{m}R_{n},\end{aligned}}}
denn die Terme, die proportional zum Produkt {\displaystyle \mathrm {d} \alpha \mathrm {d} \beta } zweier infinitesimaler Größen sind, können gegenüber den anderen vernachlässigt werden.

## Bestimmung der Drehung zwischen zwei Lagen
Gegeben sei die Lage eines Körpers in zwei Positionen. Außerdem sei die Positionsänderung durch Drehung um den Ursprung erfolgt. Gesucht ist die oder eine Drehmatrix, die diese Drehung beschreibt. Im {\displaystyle n}-dimensionalen Raum wird die Lage des Körpers durch {\displaystyle n} Punkte {\displaystyle {\vec {x}}_{i},\;i=1\ldots n} beschrieben, welche die Matrix {\displaystyle X={\Big (}{\vec {x}}_{1}\ldots {\vec {x}}_{n}{\Big )}} bilden. Die Ausgangslage werde durch {\displaystyle X_{0}}, die verdrehte Lage durch {\displaystyle X} beschreiben. Dann gilt für die Drehung
{\displaystyle R\,X_{0}=X.}
Ist {\displaystyle X_{0}} regulär, dann kann die Drehmatrix einfach durch Rechtsmultiplikation mit {\displaystyle X_{0}^{-1}} bestimmt werden:
{\displaystyle R=X\,X_{0}^{-1}.}
Ist {\displaystyle X_{0}} nicht regulär, weil zum Beispiel einer der Punkte des Körpers im Ursprung liegt, dann kann die Inverse nicht gebildet werden. Auch die Pseudoinverse führt hier nicht zum Ziel. Allerdings kann eine Singulärwertzerlegung durchgeführt werden. Diese liefert für eine Matrix {\displaystyle X} die unitären Matrizen {\displaystyle U} und {\displaystyle V} sowie die Diagonalmatrix {\displaystyle \Sigma } der Singulärwerte:
{\displaystyle {\begin{aligned}(U,\Sigma ,V)&={\text{svd}}(X)\\X&=U\,\Sigma \,V^{*}\end{aligned}}}
Man kann zeigen, dass die Singulärwerte gegenüber einer Rotation invariant sind. Es gilt also {\displaystyle \Sigma =\Sigma _{0}} und damit
{\displaystyle {\begin{aligned}R\,X_{0}&=X\\R\,U_{0}\,\Sigma _{0}\,V_{0}^{*}&=U\,\Sigma \,V^{*}\\R&=U\,V^{*}\,V_{0}\,U_{0}^{*}.\end{aligned}}}